# Блу-Гіллс (Коннектикут)
Блу-Гіллс (англ. Blue Hills) — переписна місцевість (CDP) в США, в окрузі Гартфорд штату Коннектикут. Населення — 2762 особи (2020).

## Географія
Блу-Гіллс розташований за координатами 41°48′48″ пн. ш. 72°41′44″ зх. д. / 41.81333° пн. ш. 72.69556° зх. д. (41.813369, -72.695443).  За даними Бюро перепису населення США в 2010 році переписна місцевість мала площу 3,02 км², уся площа — суходіл.

## Демографія
Згідно з переписом 2010 року, у переписній місцевості мешкала 2901 особа в 1033 домогосподарствах у складі 758 родин. Густота населення становила 961 особа/км².  Було 1074 помешкання (356/км²).
Расовий склад населення:
| - 87,6 % — чорних або афроамериканців - 6,1 % — білих - 0,2 % — корінних американців - 0,2 % — азіатів - 1,7 % — осіб інших рас |

До двох чи більше рас належало 4,1 %. Частка іспаномовних становила 5,5 % від усіх жителів.
За віковим діапазоном населення розподілялося таким чином: 23,6 % — особи молодші 18 років, 59,3 % — особи у віці 18—64 років, 17,1 % — особи у віці 65 років та старші. Медіана віку мешканця становила 42,2 року. На 100 осіб жіночої статі у переписній місцевості припадало 81,3 чоловіків;  на 100 жінок у віці від 18 років та старших — 73,2 чоловіків також старших 18 років.
Середній дохід на одне домашнє господарство  становив 59 955 доларів США (медіана — 59 643), а середній дохід на одну сім'ю — 68 101 долар (медіана — 66 199). Медіана доходів становила 27 378 доларів для чоловіків та 38 636 доларів для жінок. За межею бідності перебувало 11,1 % осіб, у тому числі 15,3 % дітей у віці до 18 років та 6,7 % осіб у віці 65 років та старших.
Цивільне працевлаштоване населення становило 1528 осіб. Основні галузі зайнятості: освіта, охорона здоров'я та соціальна допомога — 34,9 %, роздрібна торгівля — 14,7 %, мистецтво, розваги та відпочинок — 10,7 %, виробництво — 9,4 %.